# Syzygium agastyamalayanum
Syzygium agastyamalayanum är en myrtenväxtart som beskrevs av M.B.Viswan. och Manik.. Syzygium agastyamalayanum ingår i släktet Syzygium och familjen myrtenväxter. Inga underarter finns listade i Catalogue of Life.